# کورت فوگل
کورت فوگل (به آلمانی: Kurt Vogel) (زاده ۳۰ سپتامبر ۱۸۸۸ در نورنبرگ-درگذشته ۲۷ اکتبر ۱۹۸۵ در مونیخ) تاریخنگار ریاضیات اهل آلمان بود.
وی در دانشگاه مونیخ درجه دکتری را به دست آورد و در سال ۱۹۴۰ در همان دانشگاه به درجه استادی رسید. او در همین دانشگاه در سال ۱۹۶۳ مؤسسه تاریخ علوم و ریاضیات را بنیان نهاد. زمینه کاری فوگل، ریاضیات دوره بیزانس و ریاضیات مصر، یونان و بابِل بود. وی همچنین به کتاب‌های حساب قدیمی در دوران قورن وسطای آلمان پرداخت. در سال ۱۹۶۳ فوگل آثار خوارزمی را ترجمه کرد. سپس به یادگیری زبان چینی همت گماشت و ترجمه‌هایی از آثار ریاضی چینی انجام داد. او در سال ۱۹۶۹ برنده مدال جرج سارتن شد.